# Großsteingrab Wittfeitzen
Das Großsteingrab Wittfeitzen ist eine megalithische Grabanlage der jungsteinzeitlichen Trichterbecherkultur bei Groß Wittfeitzen, einem Ortsteil der Gemeinde Waddeweitz im Landkreis Lüchow-Dannenberg in Niedersachsen. Es trägt die Sprockhoff-Nummer 728.

## Lage
Das Grab liegt 2 km nordwestlich von Groß Wittfeitzen und 1,2 km nördlich von Gohlau in einem Waldstück. 600 m südwestlich befindet sich das Großsteingrab Gohlau 1.

## Beschreibung
Die Anlage besitzt eine nordost-südwestlich orientierte Grabkammer mit einer Länge von etwa 5 m. In situ erhalten sind lediglich der südwestliche Abschlussstein und die drei angrenzenden Wandsteine der südöstlichen Langseite. Mehrere weitere verlagerte Steine, die zum Teil von Erdreich bedeckt sind, lassen sich nicht mehr eindeutig zuordnen.

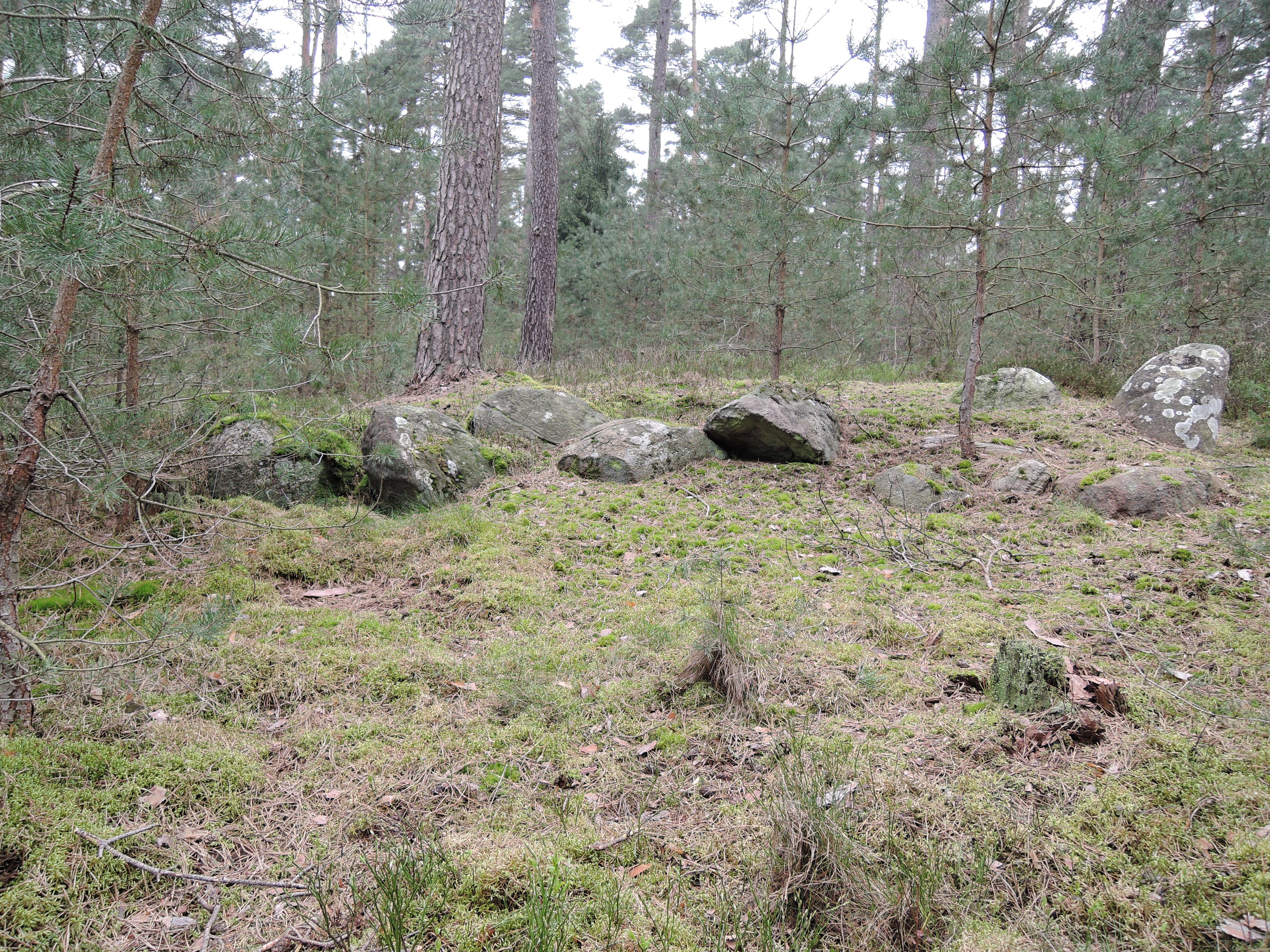
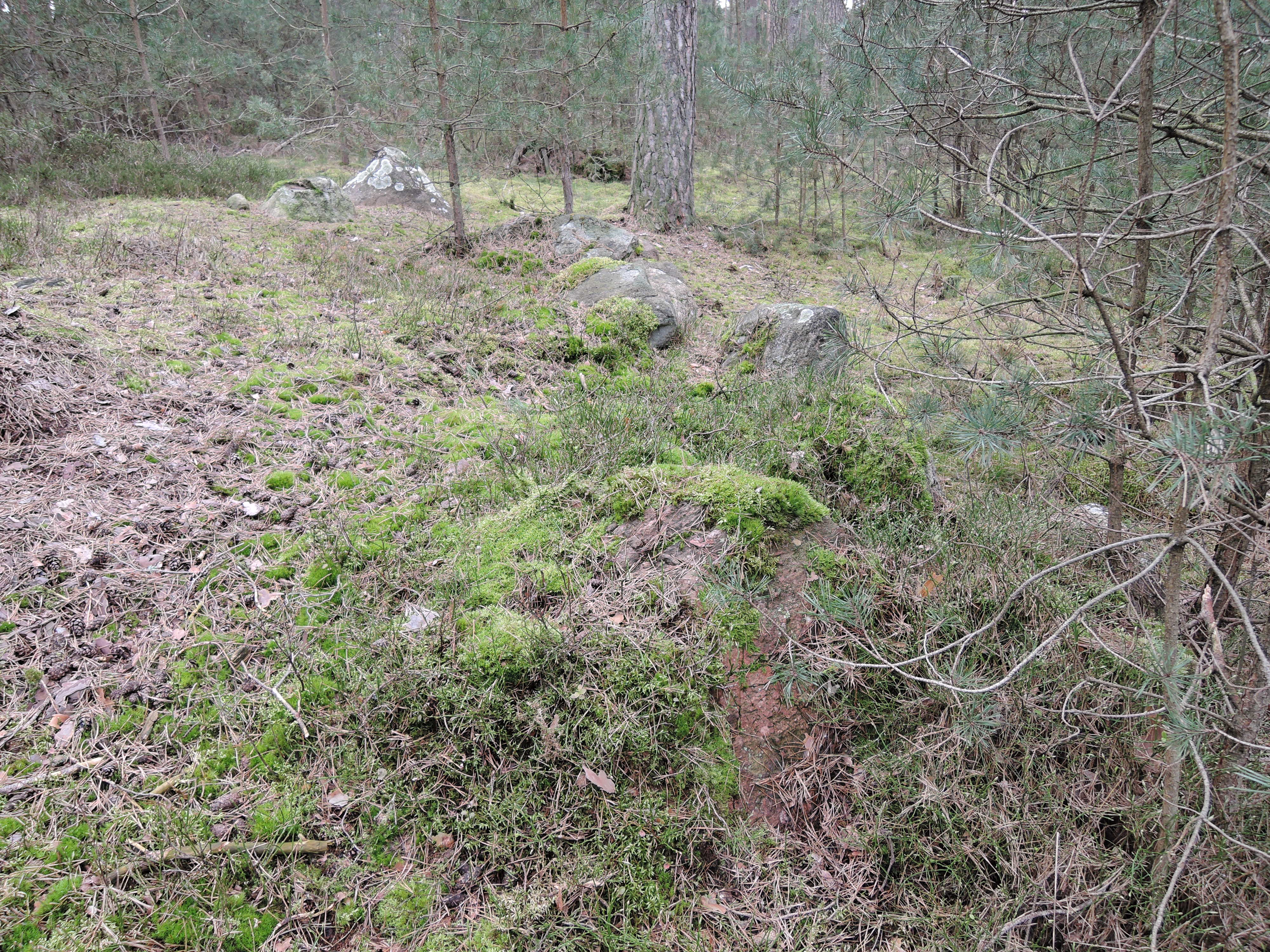
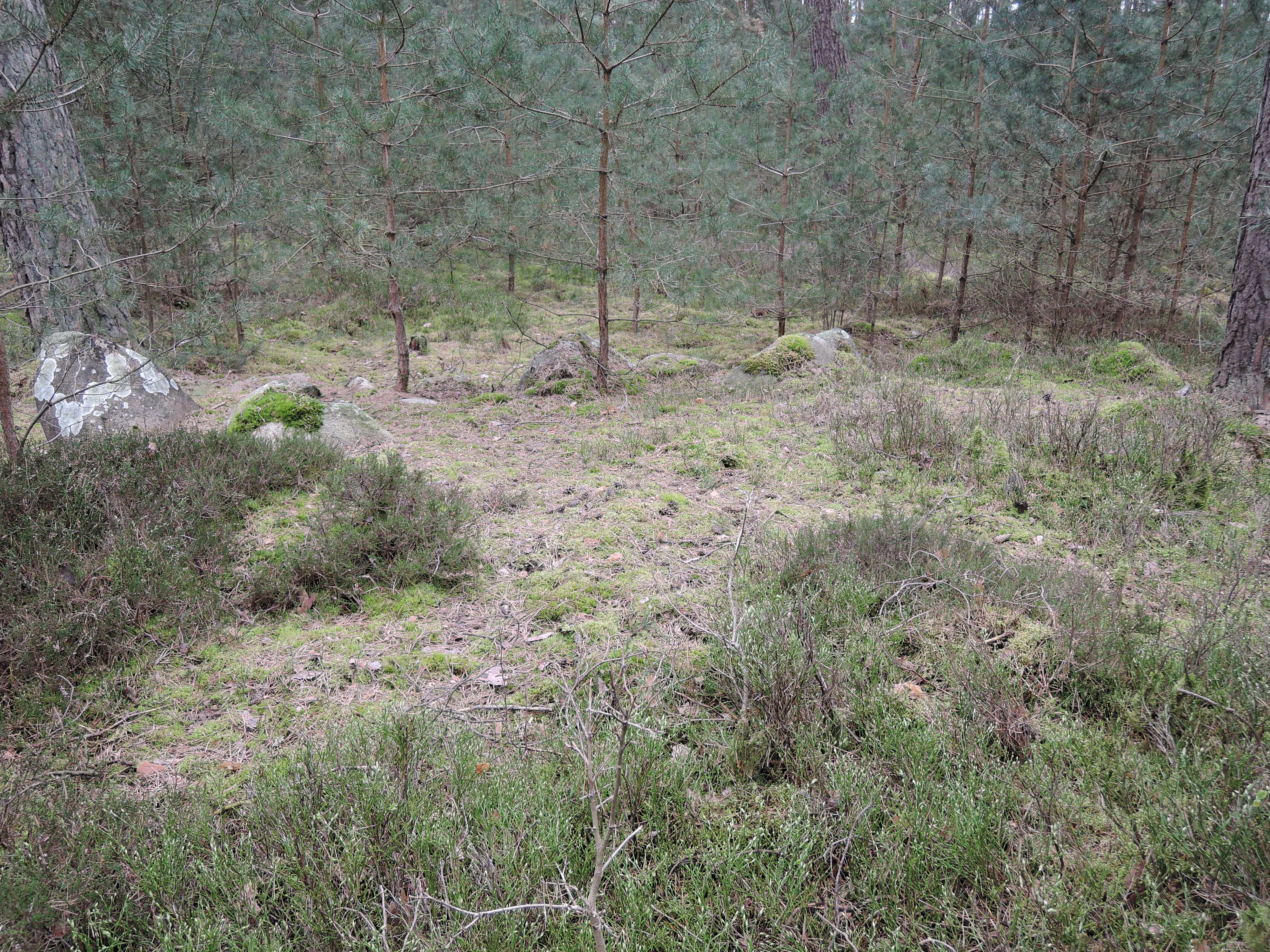
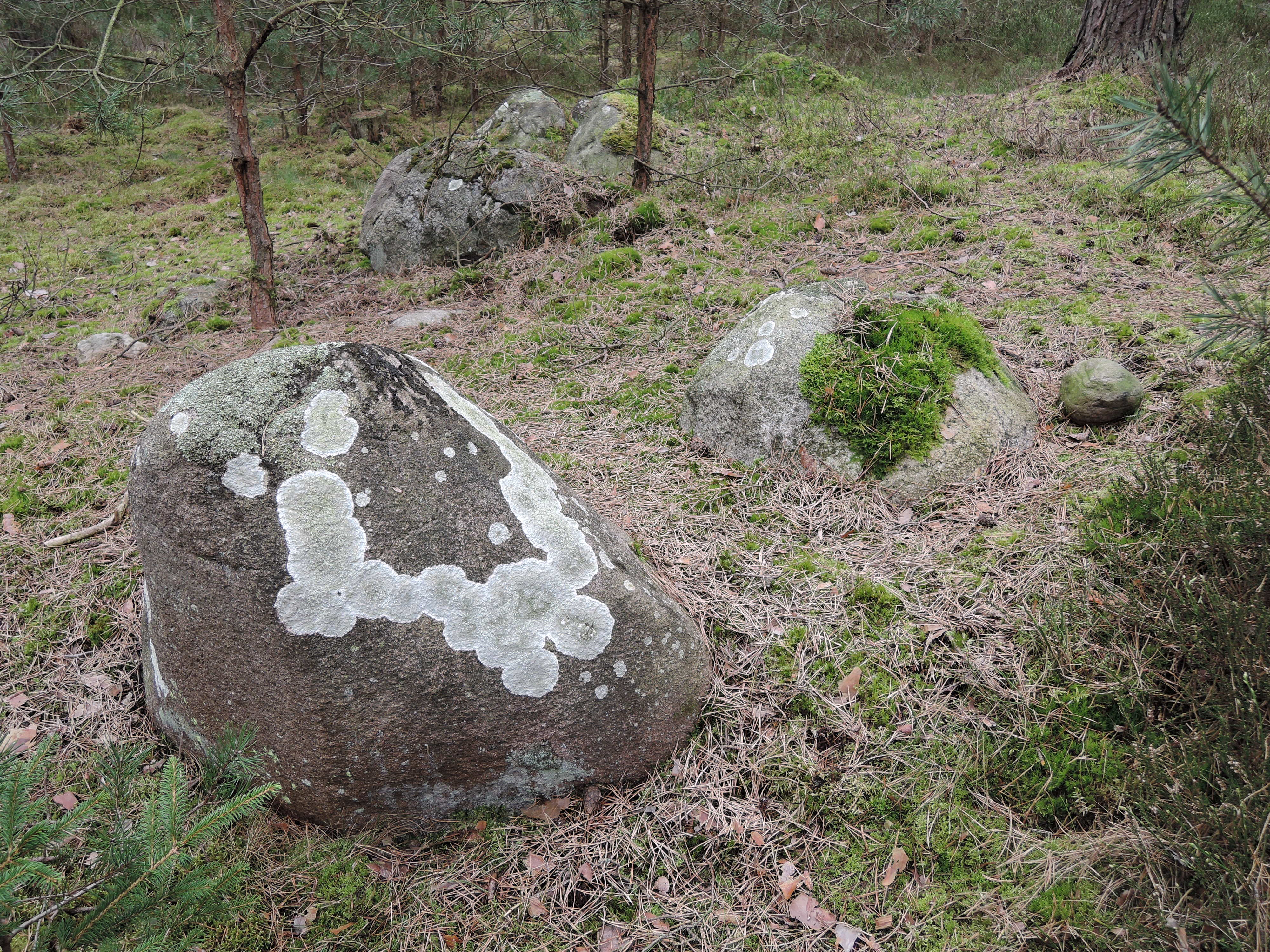